# Polyalthia humblotii
Polyalthia humblotii Cavaco & Keraudren – gatunek rośliny z rodziny flaszowcowatych (Annonaceae Juss.). Występuje endemicznie na Komorach. 

## Morfologia
PokrójZimozielone drzewo dorastające do 20 m wysokości.
LiścieMają kształt od eliptycznego do podłużnie eliptycznego. Mierzą 7–15,5 cm długości oraz 3–6,5 cm szerokości. Nasada liścia jest rozwarta. Blaszka liściowa jest o spiczastym wierzchołku. Ogonek liściowy jest nagi i dorasta do 3–4 mm długości.
KwiatySą pojedyncze, rozwijają się w kątach pędów. Działki kielicha mają trójkątny kształt, są lekko owłosione i dorastają do 8–10 mm długości. Płatki mają odwrotnie jajowaty kształt i żółtą barwę, osiągają do 30–45 mm długości. Kwiaty mają 40–50 owocolistków o podłużnym kształcie i długości 1 mm.
OwoceMają jajowaty kształt, zebrane po 10 w owoc zbiorowy. Są osadzone na szypułkach. Osiągają 8–10 mm długości i 7 mm szerokości. Mają czarniawą barwę.

## Biologia i ekologia
Rośnie w lasach.